# Takamoro Kō
Takamoro Kō (jap. 高師 康; * 9. November 1907 in Saitama; † 26. März 1995) war ein japanischer Fußballspieler.

## Nationalmannschaft
1927 debütierte Takamoro für die japanische Fußballnationalmannschaft. Takamoro bestritt zwei Länderspiele. Mit der japanischen Nationalmannschaft qualifizierte er sich für die Far Eastern Championship Games 1927.

## Errungene Titel
- Kaiserpokal: 1928